# إميل بيك
إميل بيك (بالألمانية: Emil Beck) هو مبارز بالسيف ألماني، ولد في 20 يوليو 1935 في تاوبربيشوفسهايم في ألمانيا، وتوفي بنفس المكان في 12 مارس 2006.